# Charles Lloyd (remero)
Charles Brian Murray Lloyd (Richmond, 11 de marzo de 1927-Surrey, 19 de julio de 1995) fue un deportista británico que compitió en remo.
Participó en dos Juegos Olímpicos de Verano en los años 1948 y 1952, obteniendo una medalla de plata en Londres 1948 en la prueba de ocho con timonel. Ganó una medalla de bronce en el Campeonato Europeo de Remo de 1950.

## Palmarés internacional
| Juegos Olímpicos   | Juegos Olímpicos      | Juegos Olímpicos  | Juegos Olímpicos |
| Año                | Lugar                 | Medalla           | Prueba           |
| ------------------ | --------------------- | ----------------- | ---------------- |
| 1948               | Londres (Reino Unido) | Medalla de plata  | Ocho con timonel |
| Campeonato Europeo |                       |                   |                  |
| Año                | Lugar                 | Medalla           | Prueba           |
| 1950               | Milán (Italia)        | Medalla de bronce | Ocho con timonel |